# Марґарет Едвардс
Марґарет Едвардс (англ. Margaret Edwards, 28 березня 1939) — британська плавчиня.
Призерка Олімпійських Ігор 1956 року.
Срібна призерка Чемпіонату Європи з водних видів спорту 1958 року.